# Дачу-Борзой
Дачу-Борзой (чечен. Доча-Борзе) — село в Шатойском районе Чеченской Республики в России.
Административный центр Дачу-Борзойского сельского поселения.

## География
Село расположено у слияния рек Аргун и Шаро-Аргун, в 30 км к югу от города Грозный.
Ближайшие населённые пункты: на севере — село Дуба-Юрт, на юго-востоке — село Улус-Керт, на юге — село Ярыш-Марды, на западе — сёла Чишки и ДТС «Чишки» и на северо-востоке — сёла Пионерское и Лаха-Варанды.

## История

### Ранний период
В селении выявлен катакомбный могильник аланской культуры VII—IX веков.
Селение было основано представителями тейпа Вашандарой в XIV—XV веке. В XIX веке Дачу-Борзой отмечено на карте местностей 1856 года.

### Период СССР

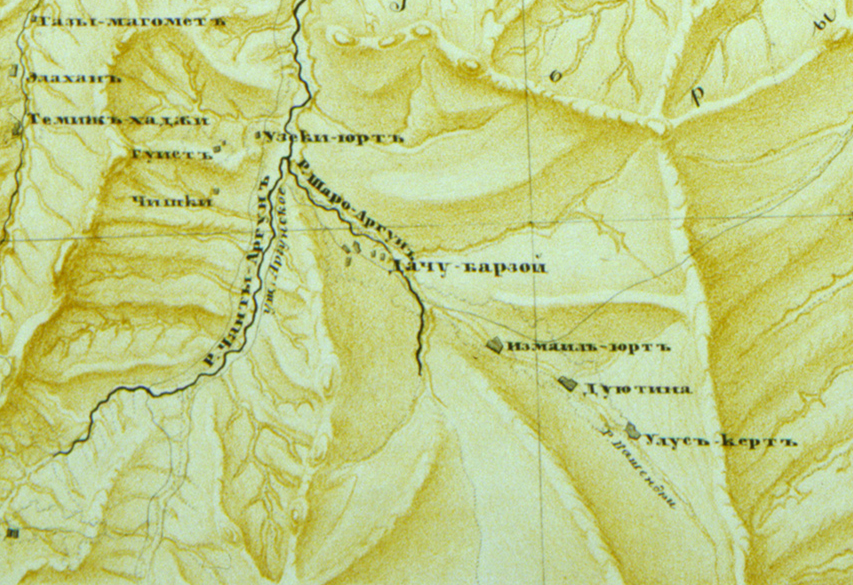
Село Дачу-Борзой на карте 1847-48 гг.

В 1944 год, после выселения чеченцев и упразднения Чечено-Ингушской АССР, селение Дачу-Борзой было переименовано в Двуречье и заселено в основном выходцами из соседнего Дагестана.
После восстановления Чечено-Ингушской АССР, в 1958 году населённому пункту было возвращено его прежнее название — Дачу-Борзой, а выходцы из Дагестана переселены обратно.

## Население
| 1990  | 2002  | 2010  | 2012  | 2013  | 2014  | 2015  |
| ----- | ----- | ----- | ----- | ----- | ----- | ----- |
| 1461  | ↗1540 | ↗1791 | ↗1829 | ↗1839 | ↗1840 | ↗1876 |
| 2016  | 2017  | 2018  | 2019  | 2020  | 2021  | 2023  |
| ↗1914 | ↗1941 | ↗1999 | ↗2043 | ↗2068 | ↗2239 | ↗2286 |
| 2024  |       |       |       |       |       |       |
| ↗2303 |       |       |       |       |       |       |

Национальный состав
По данным Всероссийской переписи населения 2010 года:
| № | Национальность | Численность, чел. | Доля    |
| - | -------------- | ----------------- | ------- |
| 1 | чеченцы        | 1786              | 99,72 % |
| 2 | другие         | 5                 | 0,28 %  |

## Образование
- Дачу-Борзоевская муниципальная средняя общеобразовательная школа[22].

## Улицы
| - А-Х.Кадырова - М. А. Адамова (а) - А.Шерипова - Аргунская - Лесная - Дорожная - И. И. Тунтаева - В. М. Цамаева | - Т.Цалаева - Орджоникидзе - Новая - А.Закраилова - М.Эсамбаева - М.Висаитова - М. А. Адамова - Б.Хасаева | - Х.Далдаева - Х.Исаева - Х.Нурадилова - Х.Ошаева - У.Абазова - Ч.Шоипова - Ю.Дугурова - Д.Матаева |